# Огнём и мечом (телесериал)
«Огнём и мечом» (пол. Ogniem i mieczem) — польский исторический четырёхсерийный художественный фильм 1999 года, снятый известным режиссёром Ежи Гофманом и выпущенный в виде 4-серийного мини-сериала для телевидения. Сюжет фильма основан на одноимённом романе (первой части «Трилогии») польского писателя Генрика Сенкевича. Действие фильма происходит на территории Украины во время восстания Богдана Хмельницкого.
Фильм считался наиболее высокобюджетным из всех польских фильмов, снятых к тому времени (24 миллиона злотых). Только фильм «Камо грядеши», снятый в 2001 году, превзошёл его по затратам.
Режиссёр посвятил фильм своей жене, киевлянке Валентине Трахтенберг (в браке с 1965 года, умерла в 1998 году).

## Описание сюжета

### 1 серия
1647 год. Возвращаясь с посольством из Крыма, отряд польского гусарского поручика пана Яна Скшетуского спасает от убийц казачьего сотника Богдана Хмельницкого. В пограничном городе Чигирине Ян Скшетуский узнаёт от старого черкасского полковника Барабаша, что Хмельницкий находится в розыске за кражу королевских писем, способных поднять на бунт Запорожскую Сечь. Чигиринский подстароста Чаплинский, подославший убийц к Хмельницкому, собирается расправиться с поручиком, но тот хватает старосту и вышвыривает его из корчмы в грязь. Это привлекает всеобщее внимание посетителей, среди которых оказываются шляхтичи Лонгин Подбипятка (пол. Podbipięta), богатырь из Литвы, который дал обет хранить целомудрие, пока не срубит одним ударом три головы и Онуфрий Заглоба, старый пьяница и балагур. Подбипятка специально ожидал Скшетуского, чтобы тот представил его князю — воеводе русскому Иеремии Вишневецкому, он мечтает попасть к нему на службу. В дороге они помогают вытащить застрявшую повозку княгини Курцевич, владелицы имения Разлоги, и её племянницы Елены, после чего остаются у них в гостях. Елена и Ян влюбляются друг в друга. Скшетуский узнаёт, что старая княгиня обещала выдать Елену за казацкого подполковника Богуна. Он предлагает Елене свою руку, и Курцевичи нехотя соглашаются.
Прибыв в резиденцию князя Иеремии Вишневецкому в Лубнах, Скшетуский получает приказ отправляться княжеским послом на Сечь. В Разлогах он прощается с Еленой, а затем из Чигирина отправляется в Сечь по Днепру. В дороге Скшетуский понимает, что война неизбежна, и посылает своего слугу Жендзяна предупредить Курцевичей, чтобы они немедленно уезжали в безопасное место. На Хортице отряд татар и казаков истребляет весь отряд Скшетуского, а он сам попадает в плен. Хмельницкий, ставший к тому времени запорожским гетманом, выкупает его у своего союзника, татарского мурзы Тугай-бея, но оставляет пленника при себе, чтобы тот не сообщил о готовящемся восстании. С разрешения Хмельницкого запорожские казаки чинят самосуд над атаманами Татарчуком и Барабашем, которых гетман заподозрил в предательстве. Узнав о выступлении против него польского гетмана Николая Потоцкого, Хмельницкий приказывает запорожцам выступать. Война начинается.

### 2 серия
29 апреля 1648 года. Войско гетмана Хмельницкого подходит к Жёлтым Водам, где их уже ждёт сын гетмана Стефан Потоцкий. Полковник Максим Кривонос ведёт казацкую пехоту в атаку. Крылатые гусары прорывают строй казацкой пехоты, но уцелевшие добегают до вагенбурга, польской кавалерии приходится отходить под шквальным огнём. Жаждавший быстрой победы Тугай-бей выражает недовольство гетману. Когда начинается дождь, Хмельницкий приказывает всю ночь беспокоить поляков ложными атаками. Гусары всю ночь проводят в седле под дождём.
Утром польская кавалерия идёт в атаку, но вязнет в грязи. Казаки истребляют гусар и захватывают холм, на котором укрепилась польская пехота и артиллерия.
Хмельницкий отпускает Скшетуского и после своей второй победы при Корсуне отправляет казачьего полковника Сухоруку в качестве посланника к Иеремии Вишневецкому, прося его не гневаться за разгром польского войска. Разъярённый князь сажает посла на кол и приказывает войскам немедленно выступать, пока к Хмельницкому не вернулись татары, которые увели пленных в Крым.
В Чигирине Богун задерживает Жендзяна и прочитывает письма Скшетуского к Курцевичам. Влюблённый в Елену подполковник понимает, что его обманули, и на глазах у пана Заглобы наносит слуге пана Скшетуского удар перначом. Богун едет в Разлоги, где убивает старую княгиню и её сыновей, однако и сам получает ранение. Елена Курцевич шокирована случившимся с её родными. Приехавший с Богуном Заглоба, подпоив казаков и связав атамана, бежит с Еленой. Беглецы встречают гонца из Чигирина и затем теряют лошадей во время нападения волков. Заглоба встречает двоих нищих и отнимает у них одежду. Заглоба и княжна идут под видом нищих и позднее присоединяются к беглым холопам, бежавшим от Вишневецкого.
Очнувшись, Богун спешит в погоню. На переправе через реку он их почти нагоняет, но Заглоба убеждает показаченных крестьян, что за ними гонятся люди Вишневецкого, и те расстреливают из самопалов отряд Богуна. Атаман в бешенстве падает без сознания. Казаки отвозят ослабевшего атамана в Чигирин, где его лечением занимается Жендзян.
Крестьяне сжигают Разлоги, приехавший Скшетуский горюет на пепелище, полагая, что Елена погибла. Там его находит авангард Вишневецкого. Вишневецкий приказывает "поблагодарить холопов", погубивших Курцевичей. Заглоба и Елена достигают мощной крепости Бар.

### 3 серия
Скшетуский, Володыевский и Подбипятка натыкаются на отряд беглых холопов, среди которых находят переодетого Заглобу. Заглоба сообщает Яну, что Елена укрылась в неприступном Баре. Однако Богун уже взял крепость и спрятал девушку в Чёртовом яру — убежище ведьмы Горпыны.
Польские силы собираются в лагере под Пилявцами, где самоуверенная шляхта пьянствует. Вишневецкий отстранён от командования. Он посылает четверых друзей в разведку. Отряд Заглобы приезжает в деревню, где идёт свадьба, и принимает участие в празднике. Однако пьяных солдат захватывает в плен Богун, также отправившийся на разведку. Заглоба освобождается и отбивается от казаков. Вскоре ему на помощь приходит отряд Володыевского.
На обратном пути герои получают весть о разгроме польского войска в битве под Пилявцами и приезжают в Збараж, куда отступили остатки польских сил вместе с князем Вишневецким. Скшетуский едет в Киев вместе с посольством престарелого сенатора Адама Киселя. Проводившие друга Заглоба и Володыевский неожиданно встречают в корчме Богуна, которого Хмельницкий отправил послом к принцу Яну Казимиру, и вызывают атамана на дуэль. На дуэли Володыевский тяжело ранит Богуна. К торжествующим героям приезжает Жендзян и сообщает, где Богун спрятал Елену.

### 4 серия
Володыевский, Заглоба и Жендзян отправляются в Чертов яр, где убивают ведьму и освобождают Елену. На пути к Збаражу на них нападают татары, Заглоба и Володыёвский увлекают погоню за собой, к ним на помощь приходит отряд Подбипятки. Жендзян и Елена скрываются.
К Збаражу подходит войско Хмельницкого и орда крымского хана Ислам-Гирея. Гетман Запорожья посылает сотника с предложением сдать крепость. Но в ответ князь устраивает пир с фейерверком. На следующее утро поляки отбивают казачий приступ, во время которого Заглоба ранит Кривоноса и захватывает знамя. Гусары Скшетуским и драгуны Володыевского сметают казачью пехоту, а также подоспевшую казачью и татарскую конницу. Скшетуский ранит мурзу Тугай-бея.
На следующий день под прикрытием стен гуляй-города казаки идут на второй приступ, но польская артиллерия сметает деревянные стены, а подъехавшую осадную башню подрывает Володыевский. В крепости свирепствует голод. Хмельницкий просит хана дать ему янычар для новой атаки на крепость. Ночью янычары с казаками идут на приступ. Подбипятка одним ударом обезглавливает трёх татарских воинов. Наутро командиры поздравляют его с исполнением обета, Подбипятка объявляет, что попытается пробраться через кольцо осады, чтобы сообщить королю Польши Яну Казимиру о бедственном положении защитников. Друзья Подбипятки также вызываются идти. Князь разрешает им прорваться из города, но лишь по очереди.
Подбипятка благодаря ночному дождю пробирается через лагерь казаков, однако в лесу его окружают татары, и после короткой стычки расстреливают из луков. Наутро поляки видят его труп, распятый на кресте. Обезумевший от ярости Заглоба бросается на врагов, увлекая за собой товарищей. Им удаётся отбить тело Подбипятки, Заглоба горько плачет над телом друга.
Следующая очередь Скшетуского. Несмотря на ясную погоду и поднявшийся месяц, ему удаётся пробраться через пруд и речку, избежав казацких и татарских патрулей. Он прибывает в Топоров к королю, который уже собирается идти на помощь Вишневецкому. Узнав от Скшетуского о тяжёлом положении осаждённых, король приказывает немедленно выступать, несмотря на просьбы советников дождаться сбора шляхты и обоза.
Скшетуский встречается с Еленой и Жендяном. Хмельницкий из-за предательства крымского хана заключает договор с князем, и поляки покидают замок. Опоздавший к осаде Збаража Богун вопреки приказу гетмана бросается на поляков, увлекая за собой нескольких товарищей. Поляки встречают их залпом в упор и берут Богуна в плен. Князь выдаёт Богуна Скшетускому, но готовящийся к свадьбе шляхтич освобождает пленника.
В эпилоге рассказывается о том, как российская императрица Екатерина Великая после череды различных исторических событий на Украине и в Польше уничтожает Запорожскую Сечь, принимает участие в разделах Речи Посполитой, и присоединяет к России Крымское ханство.

## В ролях
- Изабелла Скорупко — шляхтянка Елена Курцевич
- Михал Жебровский — гусарский поручик Ян Скшетуский
- Александр Домогаров — казацкий полковник Юрко Богун (прообраз — Иван Богун)
- Кшиштоф Ковалевский — Онуфрий Заглоба
- Богдан Ступка — запорожский гетман Богдан Хмельницкий
- Анджей Северин — князь Ярёма Вишневецкий
- Збигнев Замаховский — Михал Володыёвский
- Виктор Зборовский — Лонгин Подбипента
- Даниэль Ольбрыхский — татарский мурза Тугай-бей
- Марек Кондрат — король Речи Посполитой Ян II Казимир
- Войцех Маляйкат — Жендзян, слуга Скшетуского
- Эва Вишневская — княгиня Курцевич
- Руслана Писанка — ведьма Горпина
- Анджей Печиньский — Черемис, слуга Горпины
- Густав Холоубек — воевода Адам Кисель
- Анджей Копичиньский — хорунжий Зацвилиховский
- Адам Ференцы — крымский хан Ислам-Гирей
- Мацей Козловский — атаман Кривонос
- Густав Люткевич — атаман Барабаш
- Дмитрий Миргородский — запорожский кошевой атаман
- Ежи Боньчак — староста Чаплинский
- Кшиштоф Гоштыла — канцлер Ежи Оссолинский
- Шимон Кобылинский — магнат Николай Остророг
- Ян Юревич — шафер на свадьбе
- Марек Фронцковяк — вахмистр на свадьбе
- Иоанна Бродзик — невеста в деревне
- Лешек Телешиньский — ксёндз Муховецкий

## Русский закадровый перевод
Многоголосый закадровый перевод студии дубляжа (Россия)
Роли озвучивали: Валерий Сторожик, Александр Новиков, Ольга Гаспарова
Двухголосый закадровый перевод студии «1+1» (Украина)
Роли озвучивали: Владислав Пупков и Елена Блинникова

## Награды
- Фестиваль польских художественных фильмов в Гдыне — приз жюри (Ежи Гофман), лучший монтаж (Мартин Бастковский, Цезарь Гшесиу), лучшая работа художника-постановщика (Анджей Халинский) (1999).[3]
- Фестиваль польских фильмов в Чикаго — Золотые зубы — приз публики (Ежи Гофман) (1999)[4]
- Международный кинофорум православных фильмов «Золотой Витязь» — приз «Золотой Витязь» (Ежи Гофман) (2000)
- Награда «Орлы» — лучший продюсер (Ежи Михалюк, Ежи Хоффман), лучшая женская роль второго плана (Эва Вишневская) (2000)[5]
- Золотая Утка  — лучший польский фильм (Ежи Хоффман), лучший актёр (Михал Жебровский) (2000), лучшая песня «Dumka na dwa serca» в исполнении Эдиты Гурняк и Мечислава Щесняка (2007)[6]

## Съёмки
- В начале 3-й серии можно заметить, что пехотинцы Польши вооружены винтовками Мосина.
- Кшиштоф Ковалевский в экранизации «Потоп» играет Роха Ковальского, за дядю которого выдает себя пан Заглоба.
- Даниэль Ольбрыхский в фильме «Пан Володыёвский» играет сына Тугай-бея, а в фильме «Потоп» исполняет роль главного героя Анджея Кмицица.
- Музыкальная тема польских войск и финальная — песня «Гэй, соколы».